# Samantha Seliger-Swenson
Samantha Seliger-Swenson (ur. 24 lutego 1997) – amerykańska siatkarka, grająca na pozycji rozgrywającej. 
Jej mężem jest kanadyjski siatkarz Eric Loeppky.

## Sukcesy klubowe
Mistrzostwa Big Ten Conference:
- 2016, 2019
- 2017
- 2018

Mistrzostwa NCAA:
- 2016, 2017